# Oligarquía conservadora en Argentina

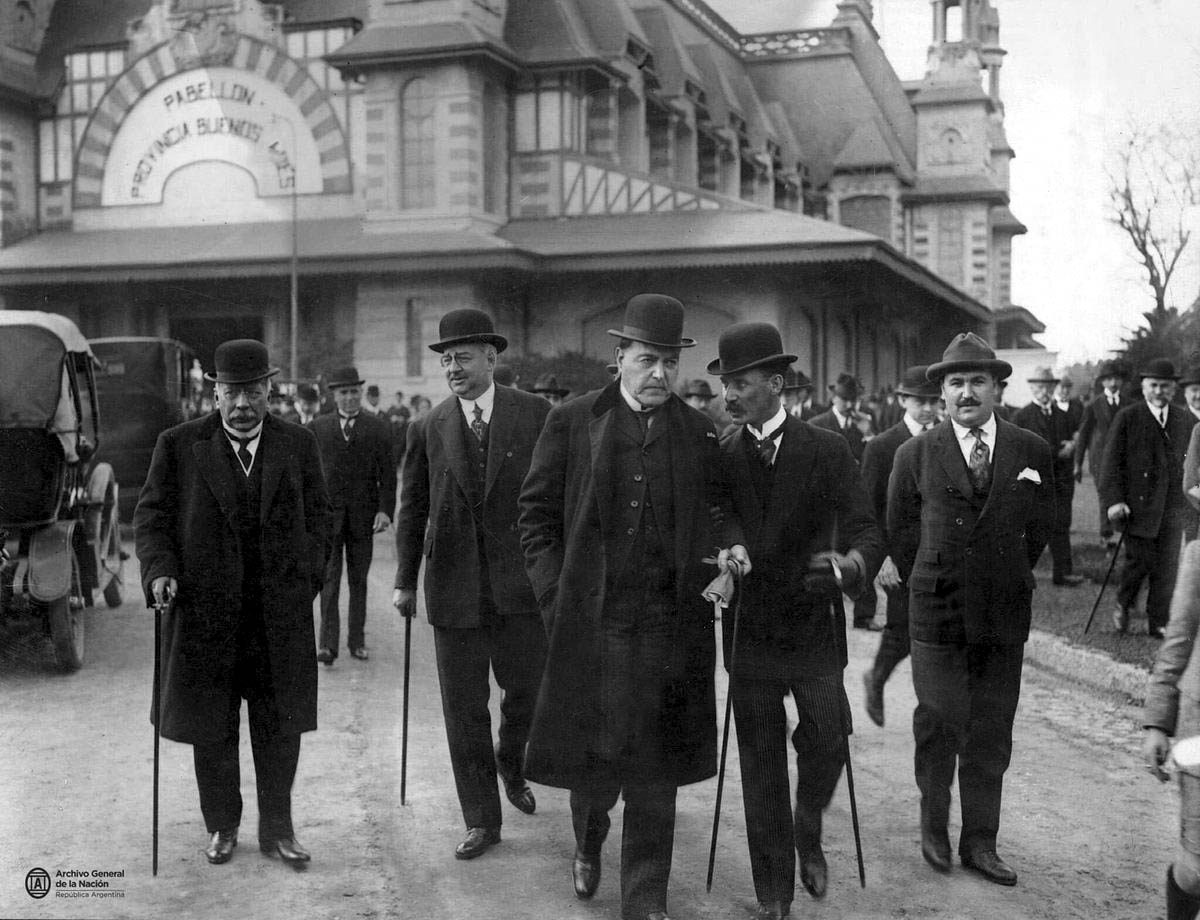
Joaquín de Anchorena, presidente de la Sociedad Rural, acompaña al presidente del país durante la exposición de 1929.

La oligarquía conservadora es un concepto acuñado en Argentina por diversos autores, que también le asignan significados diferentes. El historiador Alberto Guerberof la designa como una élite que dirigió políticamente al país en determinados momentos históricos y económicos desde 1880 hasta 1916. La acepción del término «conservadora» alude a la ideología encarnada por el Partido Demócrata Nacional, representante político de dicho estamento en la década del treinta del siglo XX. Para el historiador Natalio R. Botana, en la Argentina el fenómeno oligárquico ha sido analizado desde tres puntos de vista: como una clase social determinada por su capacidad de control económico; como un grupo político, en su origen representativo, que se corrompe por motivos diversos; y como una clase gobernante, con espíritu de cuerpo y con conciencia de pertenecer a un estrato político superior, integrada por un tipo específico de hombre político: el notable.

## Origen
Si bien el origen de su poder político puede datarse con el surgimiento de la Generación del Ochenta y con el inicio de la primera presidencia del general Julio Argentino Roca, en 1880, quien fue el máximo referente del Partido Autonomista Nacional, esto no designa sino a una de las varias etapas en las que se estructura una íntima relación entre la clase alta y la propiedad de la tierra. 

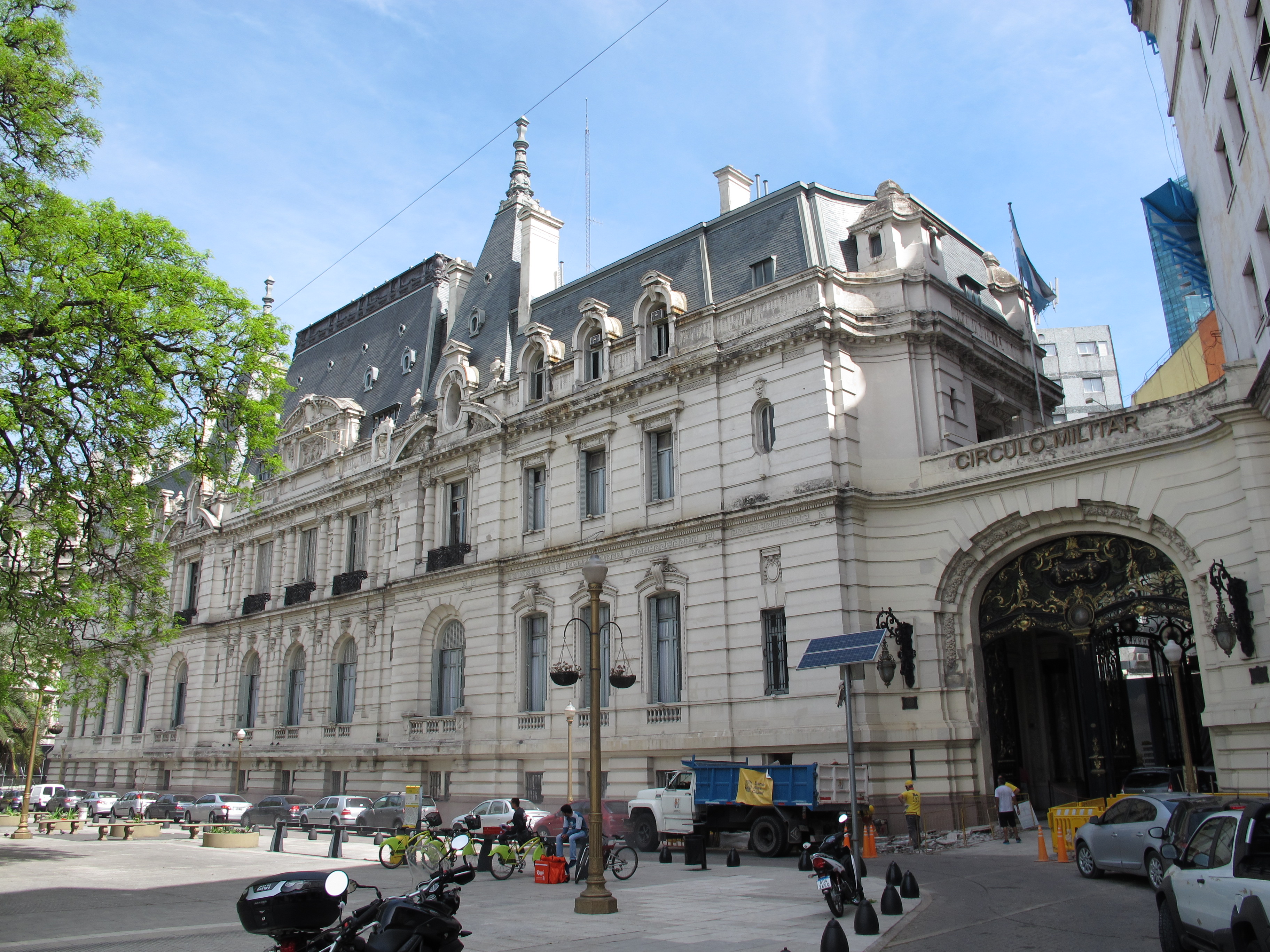
El Palacio Paz en Buenos Aires (hoy Círculo Militar) propiedad de la familia homónima, mansión representativa de este tipo de viviendas en la ciudad a principios de 1900.

Los llamados pueblos originarios carecían del concepto de propiedad privada de la tierra. Los conquistadores castellanos reputaron realenga la tierra americana, propiedad de los reyes de Castilla (pero no parte del reino de Castilla), y la entregaron en forma de mercedes de tierras, suertes de estancias y chacras, a los primeros vecinos fundadores de las ciudades hispanoamericanas. Estos vecinos y su descendencia constituyeron la clase alta del período virreinal y tenían el privilegio de ser los únicos elegibles para ocupar los cargos del cabildo, y conforme las Leyes de Indias se les reconocían idénticos privilegios a los que en Castilla gozaban los hidalgos de sangre, por lo cual constituían una verdadera nobleza criolla que subsistió como tal hasta que la Asamblea del año 13, imbuidos de los principios igualitarios de la Ilustración, eliminara todos los privilegios nobiliarios. 
Si bien entre los conquistadores y primeros pobladores hubo algunos hidalgos, algunos lejanos descendientes de las casas reales peninsulares, como Hernando Arias de Saavedra, apodado Hernandarias Gonzalo de Mendoza, Pedro de la Puente Hurtado de Mendoza, Juan Ramírez de Velazco o Jerónimo Luis de Cabrera, o parientes relativamente cercanos de casas de la alta nobleza, como Alonso Riquelme de Guzmán, sobrino nieto del primer duque de Arcos, no hubo en cambio nobles titulados que pudiesen ser tentados por las inexistentes riquezas de estas tierras extremas del imperio español. De hecho Fernando de Toledo Pimentel, biznieto del II duque de Alba, es el conquistador más cercano a la alta nobleza peninsular, sin mayores posibilidades de heredar ni el título y ni el patrimonio adjunto. Otros, como Domingo Martínez de Irala, hasta debieron vender su modesto mayorazgo para costear su viaje a América como simple soldado en la flota de don Pedro de Mendoza.

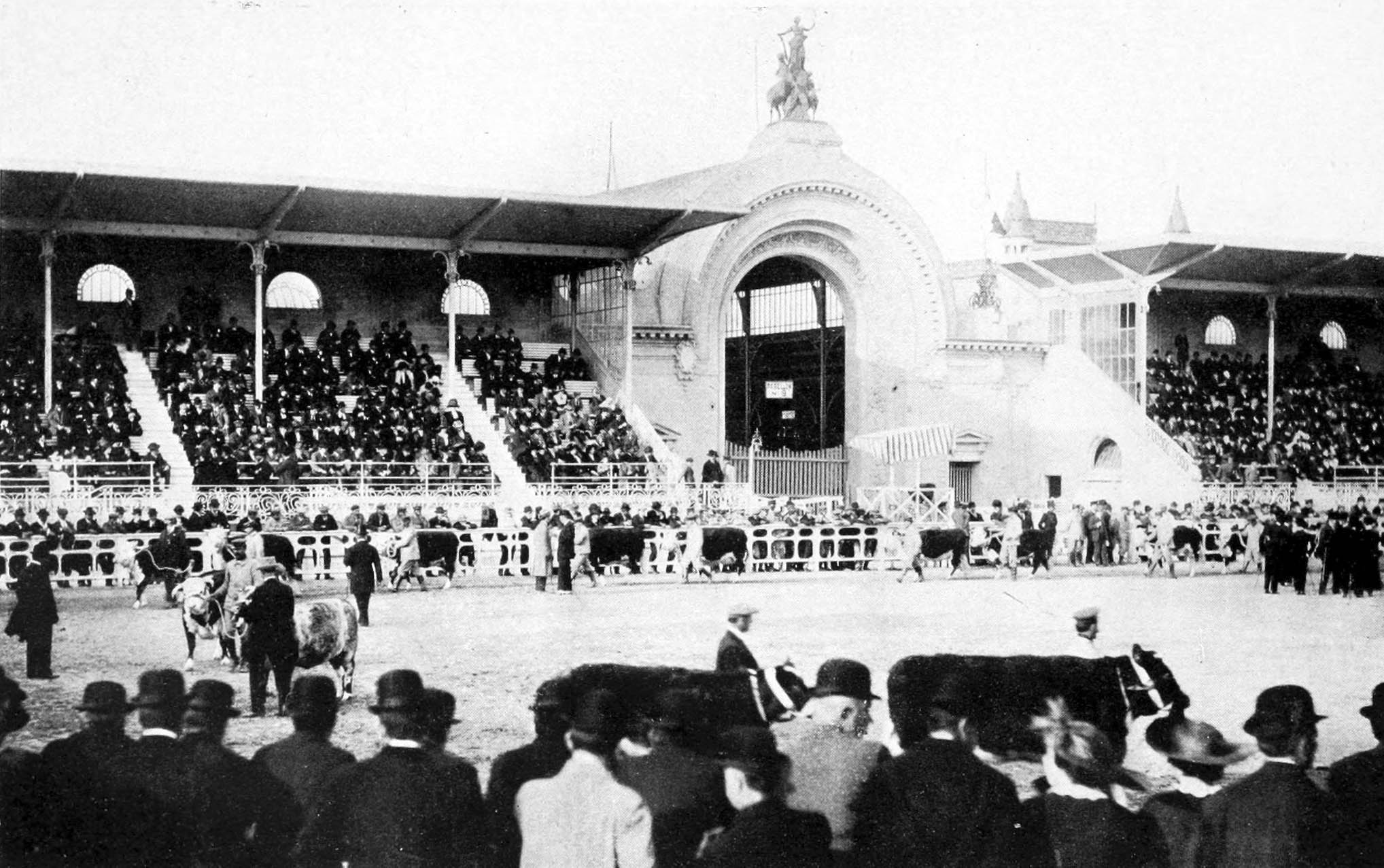
Exposición anual en el predio de la Sociedad Rural (1915) evento social donde se daban cita las grandes familias de terratenientes.

Durante el período virreinal las mercedes de tierras más extensas se establecieron en la región que en aquel entonces se denominó el Tucumán, que se corresponde con el actual noroeste argentino, por su participación funcional en la economía extractiva del Alto Perú. Así se destacan inmensas superficies concedidas a particulares, como la que correspondió en Catamarca en 1622 a Diego Gómez de Pedraza, que pasó a sus sucesivos descendientes; aún hoy existen dudas acerca de su real extensión, que podría alcanzar a ochocientas setenta y tres mil hectáreas, una superficie mayor a la de varios de los pequeños estados europeos.
Otras inmensas mercedes constituyeron la estancia Choya en Santiago del Estero, que, tras algunas peripecias propias de los enfrentamientos de jurisdicción que se dieron en aquel entonces, recayó finalmente en la familia Espeche, o las tierras jujeñas de Juan José Fernández Campero de Herrera, que fueron parte del marquesado del Valle de Toxo, el único título de nobleza concedido en territorio argentino con implicancias territoriales (existió la intención de conceder cuatro títulos condales a Liniers, Pueyrredón, Sáenz Valiente y Lezica, con motivo de las jornadas de las Invasiones inglesas, cuya tramitación fue interrumpida por los sucesos de la Revolución de Mayo. Fue concedido a Santiago de Liniers el de conde de Buenos Aires, pero ello no tuvo implicancias territoriales).
Existieron funcionarios españoles que ostentaron títulos nobiliarios, como Nicolás del Campo, II márqués de Loreto, virrey del Río de la Plata. Otros virreyes, como Antonio Olaguer Feliú y Heredia López y Domec o Joaquín del Pino Sánchez de Rozas Romero y Negrete, suegro de Bernardino Rivadavia, contra la norma establecida, contrajeron matrimonio con hijas del país, Ana de Azcuénaga el primero, y Rafaela de Vera Mujica y López Pintado el segundo.

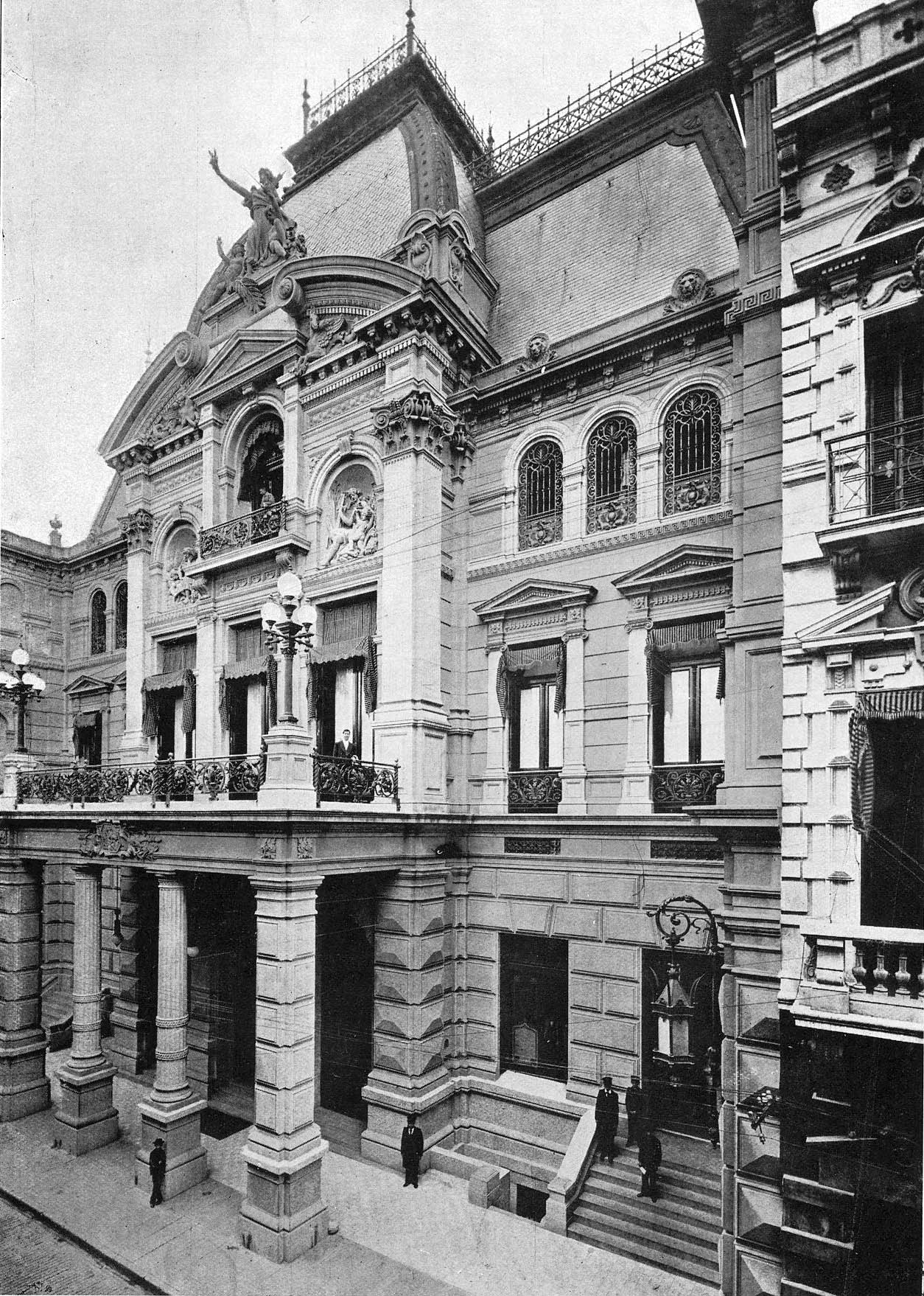
Edificio del Jockey Club en Buenos Aires (hoy desaparecido) institución representativa.

Otros casos como el de Ramón García de León y Pizarro, fundador de la ciudad de Orán, en Salta, Mariscal y General del Rey Fernando VII que ocupó el cargo de Gobernador de Salta y fue presidente de la Audiencia de Charcas, fue creado marqués de Casa Pizarro con el vizcondado previo de la Nueva Orán. (Es de estilo, en el rango nobiliario, que los marquesados sean creados sobre un título de vizcondado previo). Los títulos de marqués, así como los de duque, correspondían a la alta nobleza. Otro caso fue el arribo en 1778 a Buenos Aires de Francisco de Paula Sanz, algunos dicen que en realidad fue hijo de Carlos III de España, fruto de una relación extramatrimonial del rey, pero que tenía sangre real. El mismo tuvo cargos importantes en esta ciudad, pero por ser contrarrevolucionario, el ferviente realista fue fusilado en Potosí por tropas del Ejército del Norte al mando de Juan José Castelli.
En la ciudad de Mendoza, el primer intendente del municipio mendocino de Lavalle, en 1895, D. César Cipriano Ibáñez Soler, poseía 550.000 hectáreas, distribuidas en 10 fincas y 2 estancias. Fue biznieto del Brigadier General de los R.E. 
en Buenos Aires, D. Pascual Ibáñez y Roca, casado con María Francisca de Rospigliosi y Ramírez de Saguez.
De la aristocrática casa de los príncipes de Rospigliosi en Roma, y a la cual perteneció el papa Clemente IX, Giulio de Rospigliosi.
Por otro lado, la familia Pelliza Acassuso, nietos del fundador de San Isidro, D. Domingo de Acassuso,
poseía vastas tierras en el norte de la Provincia de Buenos Aires, al igual que sus descendientes, los Pelliza Pueyrredón y los Pelliza de Videla Correa de Sa, en el Virreinato del Río de la Plata.
Tras el proceso de emancipación americana, la región del noroeste argentino decaería al interrumpirse el circuito de producción de plata en el cerro Rico de Potosí para su remisión a España, desplazada por la producción ganadera en las tierras pampeanas ubicadas al sur del paralelo de 35°S, que se integraría paulatinamente al circuito del comercio inglés. A medida que la vieja nobleza virreinal perdía su preeminencia, iría surgiendo una nueva clase de comerciantes convertidos en terratenientes ganaderos. En algunos casos se podía ver a las viejas familias del Norte entroncando con las de estos nuevos propietarios, como el emblemático caso de Fabián Gómez Anchorena, de las antiguas familias de la nobleza choyana de San Pedro de Choya.

## SigloXX

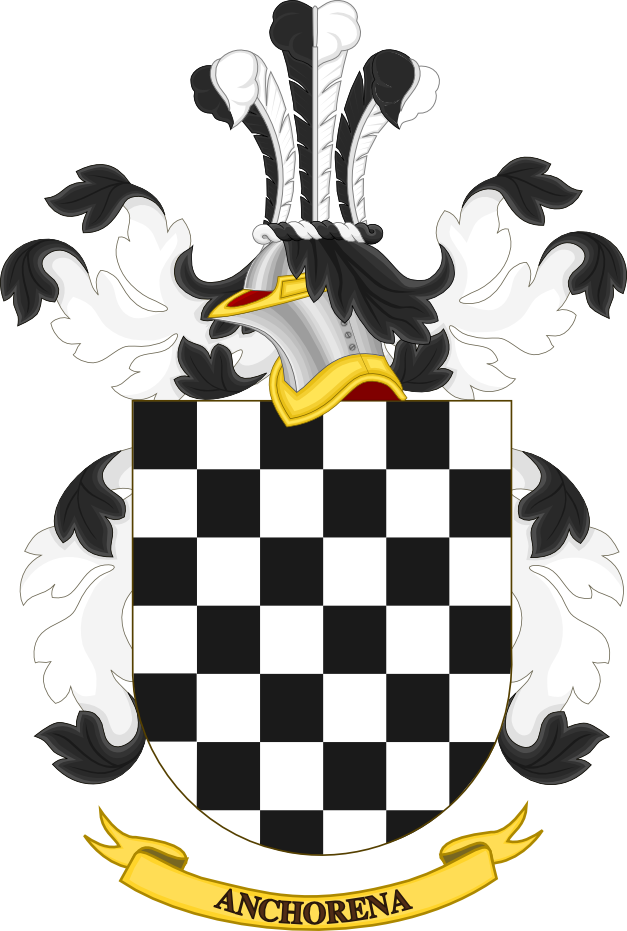
Escudo de armas de familias del valle de Baztán, entre ellas la de Anchorena

La segunda corriente de nobleza, basamento de la oligarquía y aristocracia Argentina, vino de manera migratoria entre finales del siglo XIX y principios del XX. En ese tiempo hubo una gran influencia de Europa en la oligarquía Argentina de origen europeo, quien miraba a Europa con ojos de admiración (sin embargo ya con varias generaciones en Argentina). Entre las familias más aristocráticas de la oligarquía de esos años, a las que se conocía como las tres ‘A’, estaban los Anchorena, los Alvear y los Álzaga. Esto se vio remarcado en la Belle Époque, cuando las familias argentinas de la aristocracia porteña se codeaban con el más rancio linaje de la nobleza europea. De esta manera se dieron muchos de los casamientos más renombrados entre argentinas acaudaladas y antiguas familias de nobles europeos. De los Anchorena Ibáñez, se puede mencionar a D. Rosa de Anchorena Ibáñez, fundadora de varios
institutos de ayuda a los más necesitados. D. Rosa estaba emparentada con los Ibáñez de Ibarzábal de la ciudad de Mendoza, terratenientes y de profunda convicción conservadora en esa provincia. Su biznieto, D. Julio César Becerra Ibáñez de Pelliza, posee varios títulos nobiliarios pertenecientes a sus ancestros españoles, entre ellos el Marquesado de Ancona, el cual perteneciera a su ancestro Stefano Colonna, cuya Casa Colonna actualmente pertenece a los príncipes Colonna Gioenni, en Roma, también el vizcondado de Narbonne, el cual perteneció a sus ancestros, Manrique de Lara en España, etcétera, hoy recuperados a través de la Justicia Europea en Ginebra y por el Colegio Notarial de Madrid, en España.
Además, éste posee el título de Príncipe Arpad, otorgado por el Prelado de la Iglesia Ortodoxa Griega en California, por ser el mencionado 33° nieto del rey Bela I de Hungría y además por pertenecer a las reales casas de Francia de los Capeto y D'Anjou y pertenecer además a la casa real de Italia al tener más de 9 abuelas pertenecientes a la Real Casa de Saboya. 
Tal es el caso de la condesa consorte de Castellane, Florinda Fernández Anchorena (1901-1995), hija de los primeros propietarios del Palacio Fernández Anchorena, mujer del conde Georges de Castellane Gould, quien era hijo del marqués Boni de Castellane (quizás uno de los personajes más representativos de la Belle Époque en Francia) y de Anna Gould, hija del magnate estadounidense Jay Gould.

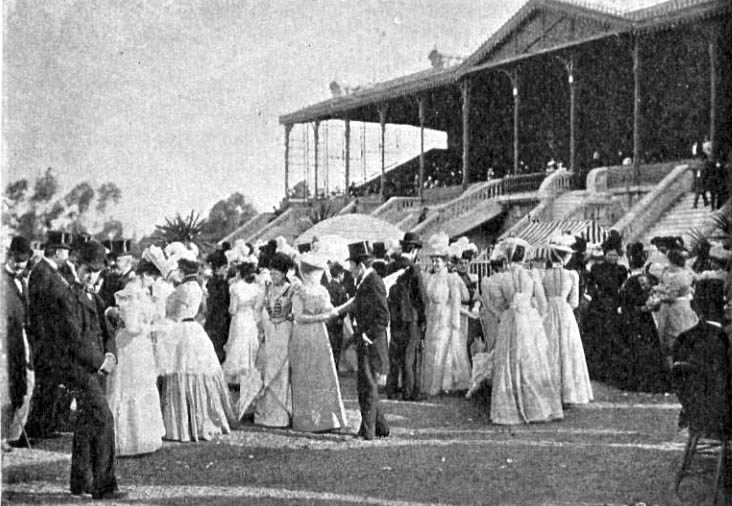
Típica imagen de la alta sociedad reunida en el Hipódromo (1898).

Otro caso es el de Diego Pazos Feijoó (1897-1968), vinculado a la Casa del Codesal, casa hidalga de un antiguo linaje real. Contrajo matrimonio en Buenos Aires con la gran heredera María Gregoria Cucullu Seguí-Girado (1902-1992), quien, entre otras, recibiría tierras de la vieja estancia San Juan. Entre los más renombrados de su época están: Juanita Díaz, hija adoptiva de Saturnino Unzué, uno de los hombres más ricos de la Argentina, quien se casó con Phillippe d’Albert de Luynes, integrante de una de las familias francesas más ilustres, con una sucesión de títulos nobiliarios para impresionar como el de: príncipe de Vallengin, duque de Chaulnes, duque de Montfort, conde de Montfort, conde de Tours, conde de Dunois y marqués d’Albert, el mismo se realizó en París en 1934, en el castillo de Dampierre, y a partir de aquí muchos Luynes entroncaron su linaje con otras familias de la aristocracia porteña. Otro caso fue el del embajador Miguel Ángel Cárcano, cuyas hijas se casaron con renombradas familias británicas; Stella lo hizo en Londres en 1946 con lord William Humble David Ward, vizconde de Ednam, algo que la prensa inglesa consideró como el casamiento del año. Otra de las hijas de Cárcano, Ana Inés Isabel, se casó en Londres en 1944 con lord John Jacob Astor, hijo del segundo barón y segundo vizconde Astor, Waldorf, célebre millonario dueño de diarios y del hotel neoyorquino Waldorf Astoria. El último de los casamientos entre nobles y criollos fue el de la condesa Francisca Fugger, hija de los príncipes Hubertus Viktor y Alexandra Fugger, nacida en Alemania en 1979, artista plástica, que se casó en Buenos Aires en 2003 con el argentino Gonzalo Cazenave.
Actualmente, quedan hoy muchos nobles viviendo en Buenos Aires, algunos de ellos se debieron a casamientos entre familias criollas patricias con nobles europeos y de la conquista, como el conde de Deym, Federico Deym von Stritez, conde de origen austriaco-alemán y la condesa de Deym, Estela Acevedo Anchorena de Deym, quien era hija de Manuel Acevedo e Inesita Anchorena (una de las mujeres más acaudaladas de su época, signo de la distinción y el sello de la nobleza criolla argentina); los condes del Castillo del Tajo; la princesa Von Diestrichstein, Mercedes Dose (hija del que fuera gobernador de Buenos Aires Pastor Obligado), casada con príncipe austríaco Alexander von Dietrichstein; la baronesa de Arión Fitz, María del Carmen Yáñez Villagrán, casada en primeras nupcias con Raúl Modesto Gaona Gondra (hijo de Teresita Gondra del Campo y Enrique Gaona, familia vinculada con las empresas del tabaco, quienes fueran amigos personales de Aristóteles Onassis) y que luego contrajera matrimonio con el barón de Arión Fitz; Jorge Durval García Taboada, quien tuviera descendencia directa a su vez con el marqués de Casa Pizarro don Ramón García de León y Pizarro; la duquesa de Fernán Núñez; Mercedes Anchorena (nieta del presidente de la nación Argentina José Evaristo Uriburu, casado en primeras nupcias con Virginia Uriburu y en segundas nupcias con Leonor Tezanos Pinto, de familia patricia del norte argentino), casada con el duque Manuel Falco y Álvarez de Toledo; la condesa de Von Wenckheim; los condes Zichy-Thyssen; la condesa de Bernard de la Fosse; la princesa de La Tour d'Auvergne; el conde de Montalembert; la condesa Marone Cinzano; Noemí Alcorta (quien fuera nieta de Amancio Mariano Alcorta Palacio), casada con el conde Enrico Marone Cinzano; la princesa Isabella Gonzaga; los vizcondes de Rochebouët y de Noailles; la baronesa Von Thielmann, además duquesa de Tamames durante un tiempo; la condesa de Ganay, Rosa Bemberg (hija del no menos acaudalado empresario Otto Bemberg -el cervecero-, casado con María Luisa Ocampo Regueira, quien se casara con el conde De Ganay en 1921, quien solía verse caminando por la Avenida Quintana de la ciudad de Buenos Aires y frecuentando cuanto evento social había en su época), entre muchos otros. 
Hoy el caso más emblemático se da en la argentina Máxima Zorreguieta, quien es, desde 2013, reina de los Países Bajos (de la Casa de Orange Nassau) por su matrimonio con el rey Guillermo Alejandro de los Países Bajos. Este actual rey tiene primos terceros argentinos ya que su abuela paterna, la baronesa Gösta von dem Bussche (1902-1996), era prima hermana de la baronesa germano-argentina Mathilde von dem Bussche Martínez de Hoz, casada con el príncipe checo Ulrich Kinsky. Gracias a su pasaporte argentino, Matilde von dem Bussche Martínez de Hoz, luego de la extraña muerte de su marido en Viena, probablemente en manos de la Gestapo nazi, se escapó de la Checoslovaquia anexada por el Tercer Reich con su hijo Franz Ullrich y una persona de su confianza, atravesaron media Europa y desde Génova tomaron un barco para llegar a Buenos Aires mientras estallaba la Segunda Guerra Mundial. Es así que los primos terceros, argentinos, de Guillermo de Orange Nassau, el Príncipe Karl Kinsky (que vive en Londres con su señora Dolores Beccar Varela y tres hijos varones), y los cinco hermanos Daireaux Kinsky, al igual que los otros nobles nombrados, viven o vivieron en Buenos Aires, el resto de América Latina y Europa, llevando su doble sangre noble y criolla. Por otro lado, todas las familias de la oligarquía argentina fueron influyentes en todas las épocas, de una u otra manera, adquiriendo bienes. Pero, sin embargo, es a partir del reparto de tierras realizado a través de la ley de enfiteusis de Bernardino Rivadavia, cuando esta clase social comenzó a adquirir más poder económico y político relevante, el cual dio el sello a la Argentina por muchos años y aún hasta ahora, el ser reconocida de manera mundial como la "París de Sudamérica".

## Integrantes
Sus integrantes principales son los grandes propietarios de tierras de la provincia de Buenos Aires. Pueden añadirse varios miembros de la clase política que se les asocian, de las Fuerzas Armadas o la Iglesia.

## Apellidos representativos
La oligarquía conservadora se deriva de la burguesía terrateniente criolla, aquella que con sus estancias fijaran hitos de población en la inmensidad de las pampas y que luego continuaron sus grupos familiares. 
Está compuesta por aquellos grupos de familias que, con trabajo y relaciones, lograron adquirir grandes superficies de tierra, sea por medio de compras a particulares o al estado, y luego crearon estancias y las multiplicaron, muchas veces a consecuencia de alianzas matrimoniales entre miembros de estas familias de la élite social.
Aquellos grupos familiares propietarios de más de cien mil hectáreas en la Provincia de Buenos Aires en 1928 fueron las siguientes:
- Álzaga Unzué, 411.938 ha.
- Anchorena, 382.670 ha.
- García de Zúñiga, 122.200 ha.
- Pereyra Iraola, 120.034 ha.
- Magnone Blaquier, 113.449 ha.
- Santamarina, 85.684 ha.
- Pereda Girado, 70.205 ha.

Los casi cien años entre 1836 y 1928 se registraron, en varios casos aunque no en todos, fuertes procesos de concentración de las tierras. De las diez viejas familias de la burguesía terrateniente argentina que en 1836 poseían la mayor cantidad de hectáreas, cuatro incrementaron sensiblemente su patrimonio y permanecieron al tope del ranking de terratenientes, constituyendo la espina dorsal de la clase alta argentina.
- 1º. en 1836, Álzaga, con 159.475 ha.; 1º. en 1928, Álzaga Unzué con 411.938 ha. (incrementó 2,6 veces).
- 2º. en 1836, Anchorena con 75.833 ha.; 2º. en 1928, Anchorena con 382.670 ha. (incrementó 5,0 veces, fundamentalmente debido a su relación con Juan Manuel de Rosas y los García de Zúñiga). José S. de Anchorena fue presidente de la Sociedad Rural Argentina en el período 1916-1922.
- 3°.en 1836, Girado con 37.500 ha.; 7º. en 1928, Pereda Girado con 122.205 ha. (incrementó 3,3 veces. Pese a su desmesurado crecimiento patrimonial fue desplazado por nuevas familias). Celedonio Pereda fue presidente de la Sociedad Rural Argentina en el período 1972-1978.
- 4º. en 1928, Pereyra Iraola con 120.218 ha. (incrementó 6,9 veces, crecimiento debido fundamentalmente a alianzas matrimoniales). Leonardo Pereyra fue presidente de la Sociedad Rural Argentina en el período 1882-1884.
- 5º. en 1895, Cesar Cipriano Magnone Blaquier, primer intendente del municipio mendocino de Lavalle en 1895, con 550.000 ha. Este crecimiento se debió fundamentalmente a la explotación de sus tierras y de su molino harinero en la Provincia de Mendoza, y a la exportación de ganado y granos a Europa. Sus propiedades incluían 10 fincas y 2 estancias.

Algunas familias de viejo cuño pero también varios nuevos grupos familiares se han sumado a este grupo privilegiado, en tanto otras viejas familias criollas han perdido su patrimonio o gran parte de él, o simplemente no lo han multiplicado a la misma tasa que los cuatro anteriores.
A aquella histórica burguesía criolla se integraron también nuevas familias que lograron adquirir grandes extensiones de campo como consecuencia de la Conquista del Desierto, a partir de 1880. Muchas de estas familias de nuevo cuño eran propietarias de más de cien mil hectáreas en la Provincia de Buenos Aires en 1928. Entre ellas se encuentran los siguientes apellidos:
- Leloir, 181.036 ha.
- Graciarena, 165.687 ha.
- Baca Castex, 148.962 ha.
- Ruiz Díaz Vionnet, 130.211 ha.
- Duggan, 129.041 ha.
- Duhau, 113.334 ha.
- Martínez de Hoz, 101.259 ha.

Familias que si bien pertenecían a la oligarquía, no poseían grandes extensiones de campo como las mencionadas anteriormente. Algunos apellidos representativos de estas familias son: Alvear, Achával, Álvarez de Toledo, Anzorreguy, Aráoz, Ansorena, Alurralde, Arrué, Ayerza, Basavilbaso, Bustos, Blaquier, Cabrera Hintze, Carcano, Casares, Castellanos, Correa de Saá, Cueto, Cossio, Costa Paz, Furno, Girado, Gowland, Grondona, Ibáñez Pelliza, Holmberg, Iriarte, Iraola, Larralde, Larreta, Noetinger, Ocampo, Pelliza Acasusso, Pelliza Pueyrredón, Posse, Ruiz Díaz, Santa Coloma, Peralta Ramos, Terán, Uribelarrea, Videla, Videla Dorna, Videla de la Rosa, Villada, Virasoro, Zavaleta, Zorreguieta, Zorraquín, Zúñiga, Zelarayán, Zemborain, entre otros.

## Entidades representativas
Las agrupaciones sociales principales en que se reunieron y se reúnen estos miembros de élite son: la Sociedad Rural Argentina, el Jockey Club y el Yacht Club Argentino.

## Residencias
Como manifestación de su potencia, muchas de estas familias construyeron sus palacios afrancesados en la ciudad de Buenos Aires. De las cuatro grupos familiares que se mantuvieron por más de un siglo entre los diez mayores propietarios de la Provincia de Buenos Aires se destacan el Palacio Ortiz Basualdo, ubicado frente a la Plaza San Martín y hoy demolido (no debe ser confundido con el Palacio Ortiz Basualdo,  que es hoy embajada de Francia), el Palacio Álzaga Unzué, ubicado en Cerrito 1455, hoy un hotel, el Palacio Pereda Girado, en Arroyo 1130, hoy embajada del Brasil, y los palacios del grupo familiar Anchorena, Palacio Fernández Anchorena, hoy sede de la Nunciatura Apostólica en Buenos Aires, en la avenida Alvear, el Palacio La Lucila, de los Urquiza Anchorena (éste palacio da nombre a la actual localidad homónima), y el quizás más emblemático, Palacio Anchorena Castellanos, también frente a Plaza San Martín y sede del Ministerio de Relaciones Exteriores de la República Argentina.

## Representación política
A partir de 1880, la oligarquía terrateniente estuvo representada en lo político, sucesivamente, por el Partido Autonomista Nacional; luego, con la llegada de la Unión Cívica Radical al poder y ante la disolución del Partido Autonomista Nacional, por un grupo de partidos conservadores provinciales agrupados en la Concentración Nacional; y por último por el Partido Demócrata Nacional, conocido habitualmente como Partido Conservador.